# Clypeodytes migrator
Clypeodytes migrator är en skalbaggsart som först beskrevs av David Sharp 1882.  Clypeodytes migrator ingår i släktet Clypeodytes och familjen dykare. Inga underarter finns listade i Catalogue of Life.